# Józef Drzazga
Józef Drzazga (ur. 4 lipca 1914 w Wolicy Pierwszej, zm. 12 września 1978 w Olsztynie) – polski duchowny rzymskokatolicki, doktor filozofii, biskup pomocniczy warmiński w latach 1958–1967 (formalnie gnieźnieński), rektor Wyższego Seminarium Duchownego „Hosianum” w latach 1958–1962, administrator apostolski diecezji warmińskiej w latach 1967–1972, biskup diecezjalny warmiński w latach 1972–1978.

## Życiorys
Urodził się 4 lipca 1914 w Wolicy Pierwszej. Kształcił się w Wyższym Gimnazjum Biskupim Męskim w Lublinie. Od 1933 studiował w lubelskim seminarium duchownym. Na prezbitera został wyświęcony 30 października 1938 w katedrze lubelskiej przez Władysława Gorala, miejscowego biskupa pomocniczego. W 1938 rozpoczął studia filozoficzne na Papieskim Uniwersytecie Gregoriańskim w Rzymie. W następnym roku powrócił do Polski na wakacje, gdzie zastała go wojna. Po jej zakończeniu kontynuował studia na Katolickim Uniwersytecie Lubelskim, gdzie w 1948 uzyskał magisterium z filozofii, a w 1950 doktorat na podstawie dysertacji Charakter człowieka według św. Tomasza z Akwinu.
W czasie II wojny światowej pracował duszpastersko w Hrubieszowie, był także kapelanem Armii Krajowej. W 1944 został wikariuszem parafii Abramów. W latach 1954–1958 prowadził wykłady na Katolickim Uniwersytecie Lubelskim. W lubelskim seminarium duchownym zajmował stanowiska prefekta i wicerektora. W 1951 został kanonikiem rzeczywistym kapituły katedralnej w Lublinie.
5 maja 1958 został prekonizowany biskupem pomocniczym archidiecezji gnieźnieńskiej i biskupem tytularnym Siniandus z zadaniem posługiwania na Warmii. Sakrę biskupią przyjął 31 sierpnia 1958 w prokatedrze św. Jakuba Apostoła w Olsztynie. Głównym konsekratorem był kardynał Stefan Wyszyński, arcybiskup metropolita gnieźnieński i warszawski, a współkonsekratorami biskup diecezjalny lubelski Piotr Kałwa i biskup Tomasz Wilczyński, delegat prymasa Polski z uprawnieniami biskupa rezydencjalnego w Olsztynie. Jako zawołanie biskupie przyjął słowa „Pro Ecclesia Sancta Dei” (Za Święty Kościół Boży). W latach 1958–1962 sprawował urząd rektora Wyższego Seminarium Duchownego „Hosianum”, w tym czasie zreformował program studiów seminaryjnych. W kurii diecezjalnej kierował wydziałem duszpasterskim, który podzielił na sekcje odpowiadające duszpasterskim dziedzinom, ponadto inicjował kursy dla duchownych.
7 sierpnia 1965, po śmierci biskupa Tomasza Wilczyńskiego, kapituła warmińska wybrała go na wikariusza kapitulnego diecezji. 25 maja 1967 papież Paweł VI mianował go administratorem apostolskim, a 28 czerwca 1972, w następstwie podpisania układu o uznaniu granic między PRL a RFN i normalizacji stosunków roboczych między PRL a Stolicą Apostolską, biskupem diecezjalnym. 4 lipca 1972 objął diecezję, a 15 sierpnia 1972 odbył ingres do katedry we Fromborku. W 1973 otrzymał od Pawła VI przywilej noszenia paliusza. Erygował 41 parafii i ustanowił 4 nowe dekanaty. Utworzył w diecezji komisję ds. sztuki sakralnej (1966), radę kapłańską (1970) i radę duszpasterską (1970), przy seminarium duchownym powołał Studium Katechetyczne (1974). W 1977 zatwierdził kult objawień maryjnych w Gietrzwałdzie. Zintensyfikował prace nad procesem beatyfikacyjnym kardynała Stanisława Hozjusza. Uczestniczył w II, III i IV sesji soboru watykańskiego II.
Był współkonsekratorem podczas sakr biskupa pomocniczego warmińskiego Juliana Wojtkowskiego (1969), administratora apostolskiego w Białymstoku Henryka Gulbinowicza (1970) i biskupa pomocniczego lubelskiego Zygmunta Kamińskiego (1975).
Zmarł 12 września 1978 w Olsztynie. Został pochowany w konkatedrze św. Jakuba w Olsztynie.